# Smith's (equipo ciclista)
El equipo Smith's, conocido también como Roméo-Smith's, fue un equipo ciclista belga, de ciclismo en ruta que compitió entre 1966 y 1968. Se creó como una escisión del Flandria-Romeo y entre sus filas tuvo ciclistas como Guido Reybrouck, Noël Foré, Willy Planckaert o Martin Van Den Bossche.

## Principales resultados
- París-Tours: Guido Reybrouck (1966)
- Tour de Luxemburgo: Edy Schutz (1966), Frans Brands (1967)
- Circuito del País de Waes: Martin Van Den Bossche (1967)
- Gran Premio de la Villa de Zottegem: Roland Van De Ryse (1967)
- Gran Premio Jef Scherens: Robert Lelangue (1967)
- Gran Premio Pino Cerami: Willy Planckaert (1967), Julien Stevens (1968)
- Lieja-Bastoña-Lieja: Valere Van Sweevelt (1968)
- Premio Nacional de Clausura: Frans Brands (1968)
- Nokere Koerse: Frans Brands (1968)
- De Kustpijl Heist: Albert Van Vlierberghe (1968)
- E3 Harelbeke: Jaak De Boever (1968)
- Tour de Limburgo: Leo Duyndam (1968)
- Gran Premio del 1 de Mayo: Rene Corthout (1968)

### En las grandes vueltas
- Giro de Italia
  - 2 participaciones (1967, 1968)
  - 5 victorias de etapa:
    - 5 el 1967: Willy Planckaert (3), Albert Van Vlierberghe, Georges Vandenberghe

  - 0 clasificación final:
  - 0 clasificación secundaria:

- Tour de Francia
  - 1 participación  (1966)
  - 6 victorias de etapa:
    - 6 el 1966: Guido Reybrouck, Willy Planckaert (2), Edy Schutz, Albert Van Vlierberghe, Georges Vandenberghe

  - 0 clasificación final:
  - 1 clasificación secundaria:
    - Clasificación por puntos: Willy Planckaert (1966)

- Vuelta a España
  - 1 participación (1967)
  - 2 victorias de etapa:
    - 2 en la 1967: Guido Reybrouck, Jan Lauwers

  - 0 clasificación final:
  - 0 clasificación secundaria: